# Chaussée Kiseleff
 (décembre 2023).
Si vous disposez d'ouvrages ou d'articles de référence ou si vous connaissez des sites web de qualité traitant du thème abordé ici, merci de compléter l'article en donnant les références utiles à sa vérifiabilité et en les liant à la section « Notes et références ».
La chaussée Kiseleff (en roumain : Șoseaua Kiseleff) est une artère majeure de la ville de Bucarest, capitale de la Roumanie.

## Situation et accès
Située dans le secteur 1 de Bucarest, la chaussée, orientée sud-est/nord-ouest, prolonge l'avenue de la Victoire et relie la place de la Victoire au sud à celle de la Presse libre au nord.

## Origine du nom
Le nom de cette voie son nom de Pavel Kiseleff, un général russe , commandeur des troupes d'occupation russe en Valachie et en Moldavie. 

## Historique
L'artère est créée en 1832 par Pavel Kisseleff.
Le 8 novembre 1941, après la participation de l'armée roumaine à l'opération Barbarossa, des défilés de troupes ont eu lieu à l'Arc de Triomphe, devant le roi Michel et le président du Conseil des ministres, le maréchal Ion Antonescu. 
Elle n'a pas subi de modifications liées aux plans de construction de Nicolae Ceaușescu et conserve encore des bâtiments antérieurs à la Seconde Guerre mondiale.

## Bâtiments remarquables et lieux de mémoire
À partir de la place de la Victoire et en remontant vers le nord, on trouve successivement différents monuments, institutions ou parcs.
Le muséum national d'histoire naturelle « Grigore Antipa » est le premier monument situé sur le côté ouest, suivi par le musée du village roumain et en face de celui-ci s'élève le musée de Géologie. La chaussée est ensuite bordée des deux côtés par le parc Kisseleff, qui s'étend jusqu'à la rue de l'Architecte Ion Mincu.
Après le carrefour, où figure dans l'angle nord-ouest un monument au roi Michel Ier, on trouve sur le côté est les ambassades de Russie et du Canada, puis le siège du Parti social-démocrate, et en face le palais du prince Moştenitor, devenu le siège social de la banque ING Roumanie, et un peu plus loin la résidence de l'ambassadeur des États-Unis, au milieu d'un parc, et encore plus au nord l'ambassade de Suède.
L'intersection de la chaussée avec les boulevards Maréchal Constantin Prezan et Maréchal Alexandru Averescu et la rue Alexandru Constantinescu forme une place circulaire, au centre de laquelle s'élève l'Arc de triomphe, construit en 1936.
Enfin sur son dernier tronçon jusqu'à la place de la Presse libre, la chaussée longe le parc Herăstrău qui s'étend à l'est.